# Трайнин, Павел Алексеевич
Павел Алексеевич Трайнин (при рождении Файвель Аронович Трайнин; 12 февраля 1895, Пинск, Российская империя — 4 июня 1956, Ленинград) — советский военачальник, контр-адмирал (04.06.1940), участник Великой Отечественной войны.

## Биография
Родился в городе Пинск, Российская империя.
Окончил два курса кораблестроительного отделения Петроградского политехнического института.
На службе с 1916 года. Рядовой пехотного запасного полка (5.1916—4.1917). Участник Первой мировой войны. Прапорщик (1917). Демобилизован.
В годы гражданской войны воевал против бело-поляков Техник военно-полевого строительства 12-й армии (7.1919—5.1920). Артиллерист КЛ «Меткий», «Мощный» ДВФ (1920), Сибирской воен. флотилии (10.1920—3.1921); флагарт (9.1921—7.1922), нач-к операт. отдела штаба Народно-революц. флота ДВР в Хабаровске (7—12.1922). Пом. ком-ра ЭМ «Володарский» МСБМ (1923); арт-т Владивостокского воен. порта (2.1925—7.1926), нач-к операт. части (7.1926—11.1927), командир МН «Свердлов», флагарт ДВФ (11.1927—12.1929).
Участник боевых действий во время конфликта на КВЖД (1929), награждён орд. Красного Знамени. Нач-к штаба ДВФ (12.1929—3.1931), командного факультета (3.1931 4.1937), кафедры тактики БО, речных флотилий и сухопутных сил (4.1937—12.1939) Военно-мор. акад. им. К. Е. Ворошилова. Командующий ЛВФ (12.1939—3.1940).
Принял участие в советско-финляндской войне 1939—1940 годов. Командир Либавской ВМБ (3.1940—5.1941), Рижской ВМБ КБФ с мая 1941.
В Великую Отечественную войну вступил в прежней должности. Трайнин руководил эвакуацией Рижской ВМБ. 27 июня закончил вывод из Рижского порта всех воен. кораблей и торговых судов; ком-p Прибалтийской ВМБ с центром в Рохукюла. После ликвидации базы (9.7.1941) — командующий ЛВФ (18—24.7.1941). Во время высадки десанта на о-в Лункулансари был ранен; 28 июля арестован с обвинением в оставлении части имущества в Риге и беспорядочной эвакуации Либавы и Виндавы, 12 августа осужден Воен. коллегией Верховного суда СССР к лишению свободы сроком на 10 лет и воинского звания; 11 сентентября того же года помилован со снятием судимости, восстановлением воинского звания и с направлением в части действующей армии.
Начальник штаба ВВФ (12.1941—1.1942), доцент кафедры тактики БО речных флотилий и сухопутных сил ВМА (1—3.1942), начальникк штаба Туапсинской ВМБ (3—6.1942), командир Керченской ВМБ (6—9.1942) ЧФ после ранения А. С. Фролова.
Из боевой характеристики: «В боях на Таманском полуострове грамотно руководил частями базы, удовлетворительно организовал эвакуацию с Таманского полуострова».
Под командованием Трайнина силами базы было произведено несколько разведочно-диверсионных высадок на побережье Керченского полуострова, организованы ежедневные прорывы плавсредств из Азовского моря в Чёрное. Заместитель командующего ВВФ (9.1942—1.1943), одновременно ком-p БРК (9.1942—3.1943). Бригада участвовала в боевых действиях во взаимодействии с частями Донского фронта. Вновь командир Керченской ВМБ (3—4.1943). Нач-к мор. группы офицеров связи при командующем войсками Северо-Кавказского (4.1943—5.1944) и 3-го Украинского фронта. (5.1944). Нач-к отдела послевоенного траления (6—8.1944), помощника начальника Главного морского штаба Военно-Морского флота СССР (8.1944—2.1945).
С февраля 1945 года — помощник председателя СКК в Венгрии, занимался восстановлением навигации на Дунае.
Из аттестации: «Обеспечил расчистку фарватера от обломков разрушенных мостов, очистку Дуная от плавучих мин, установку навигационных знаков и организовал контроль за пароходством… проделал большую работу по восстановлению и строительству мостов на p.p. Дунай и Тисса. Под его контролем проводились работы по организации подъёма затопленных судов и ремонту их на судостроительных заводах. Он контролировал также перевозки по Дунаю».
После окончания войны оставался в прежней должности. Начальник кафедр оперативно-тактич. наук (6.1947—5.1950), операт. искусства и общей тактики (5.1950—6.1956) ВМАКВ им. А. Н. Крылова.
Умер в 1956 году в Ленинграде, похоронен на Серафимовском кладбище.

## Награды
- Орден Ленина
- 4 ордена Красного Знамени
- Орден Кутузова 2 степени
- Орден Отечественной войны II степени
- Орден Красной Звезды